# 국제사법재판소
국제사법재판소(國際司法裁判所) 또는 국제법원(國際法院, 영어: International Court of Justice, 프랑스어: Cour internationale de justice)은 상설 국제적인 법원으로서 유엔헌장에 근거하여 1945년에 설립된 유엔 자체의 사법 기관이며 6개 주요 기관 중의 하나이다. 네덜란드 헤이그의 평화궁에 소재한다. 분쟁 당사국들이 합의하여 법원에 부탁하여야 관할권을 행사할 수 있으며, 분쟁을 국제법에 따라 재판하는 것을 임무로 한다. 유엔 총회 또는 안전보장이사회는 법적 문제에 대해 국제사법재판소에 유권 해석을 내려줄 것을 요청할 수 있다. 2024년 현재 국제사법재판소장은 레바논 국적의 나와프 살람이다.

## 구성
국제사법재판소는 국적에 관계없이 덕망이 높은 자로서 각 국가에서 최고 법관으로 임명될 자격이 있거나 국제법에 권위있는 법률가 중에서 선출되는 독립적인 법관으로 구성된다. 법관은 15인이며, 2인 이상이 동일 국가의 국민이어서는 안된다.
법관의 임기는 9년이며 재선될 수 있다. 3년마다 5명씩 개선하며, 임기가 종료된 경우에도 후임자가 충원될 때까지 계속 직무를 수행한다. 충원 후에도 착수한 사건은 완결지어야 한다. 임기가 종료되지 않은 법관의 후임으로 선출된 법관은 전임자의 잔여 임기 동안만 재직한다. 국제사법재판소는 임기 3년의 소장 및 부소장을 선출하며, 재선될 수 있다.
법관은 상설중재법원의 국별법관단이 지명한 자를 대상으로 유엔 총회와 안전보장이사회에서 각각 독자적으로 선출하며 절대다수표를 얻은 후보자가 당선된다. 안전보장이사회에서의 법관 선출 과정에서 상임이사국의 거부권은 인정되지 않는다. 유엔 회원국이 아니라도 국제사법재판소 규정 당사국은 총회에 참석하여 법관을 선출할 수 있다.
국제사법재판소 규정에 따로 명문의 규정이 있는 경우를 제외하고는 원칙적으로 법관 15인 전원이 출석하는 전원합의체에서 재판을 행하며, 전원합의체의 최소 정족수는 9인이다. 판결은 출석한 법관의 과반수에 의하며, 가부동수인 경우에는 소장 또는 소장을 대리하는 법관이 결정투표권을 행사한다.
분쟁 당사국의 국적을 가진 법관이라도 특별한 기피 사유가 없는 한 재판에 참여할 수 있다. 이와 같은 국적 법관(national judge)은 자국 정부가 제기한 소송에서 심리에 참여할 권리를 보장받고 있다. 국적 법관이 없는 경우 당사국은 당해 사건에 한하여 1명의 임시 법관(ad hoc judge)을 임명할 수 있다. 이때 분쟁 당사국의 국민을 선정해야만 하는 것은 아니고 제3국인을 선정할 수도 있다.

### 현직 법관 명단
| 성명                                | 원어명                           | 국적                    | 지위   | 선출 | 만료 |
| ----------------------------------- | -------------------------------- | ----------------------- | ------ | ---- | ---- |
| 나와프 살람                         | Nawaf Salam                      | 레바논                  | 소장   | 2018 | 2027 |
| 줄리아 세부틴데                     | Julia Sebutinde                  | 우간다                  | 부소장 | 2012 | 2030 |
| 페테르 톰카                         | Peter Tomka                      | 슬로바키아              | 법관   | 2003 | 2030 |
| 로니 아브라함                       | Ronny Abraham                    | 프랑스                  | 법관   | 2005 | 2027 |
| 압둘카위 아메드 유수프              | Abdulqawi Ahmed Yusuf            | [[소말리아\| 소말리아]] | 법관   | 2009 | 2027 |
| 쉐한친                              | 薛捍勤                           | 중국                    | 법관   | 2010 | 2030 |
| 달비르 반다리                       | Dalveer Bhandari                 | 인도                    | 법관   | 2012 | 2027 |
| 이와사와 유지                       | Iwasawa Yuji                     | 일본                    | 법관   | 2018 | 2030 |
| 게오르크 놀테                       | Georg Nolte                      | 독일                    | 법관   | 2021 | 2030 |
| 안토니우 아우구스투 칸사두 트린다지 | Antônio Augusto Cançado Trindade | 브라질                  | 법관   | 2009 | 2027 |
| 디레 틀라디                         | Dire Tldai                       | 남아프리카 공화국       | 법관   | 2024 | 2026 |
| 필리프 고티에                       | Philippe Gauthier                | 벨기에                  | 기록원 | 2019 | 2026 |

## 재판

### 제소

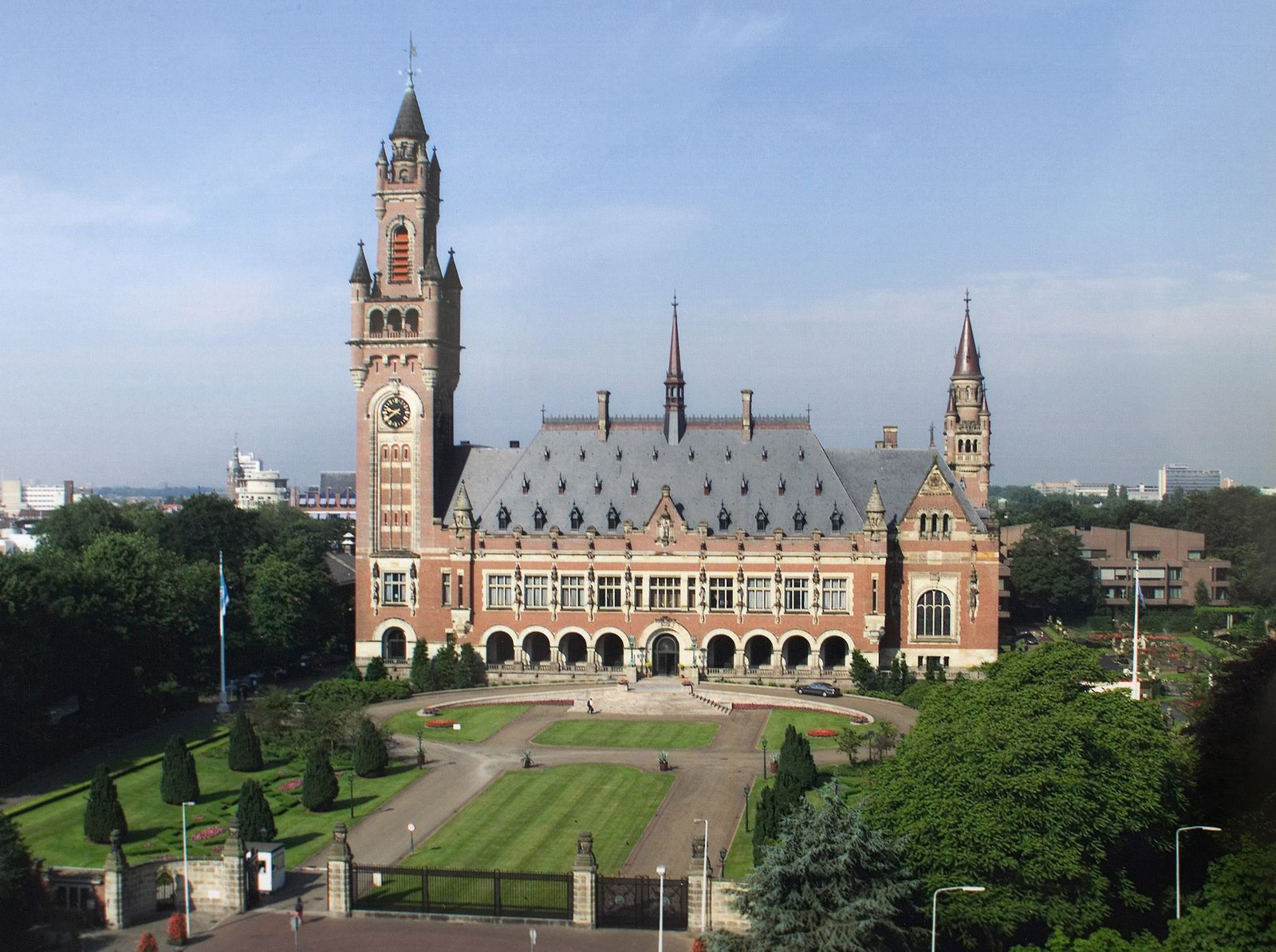
국제사법재판소

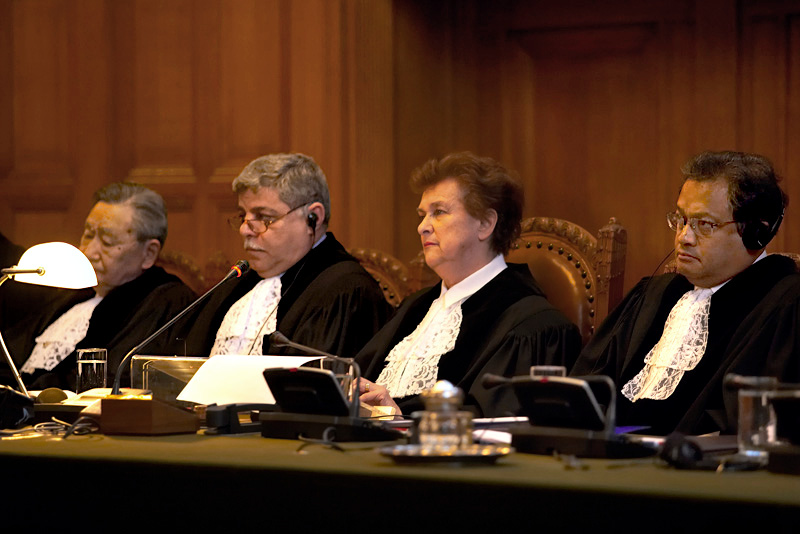
심리하는 법관

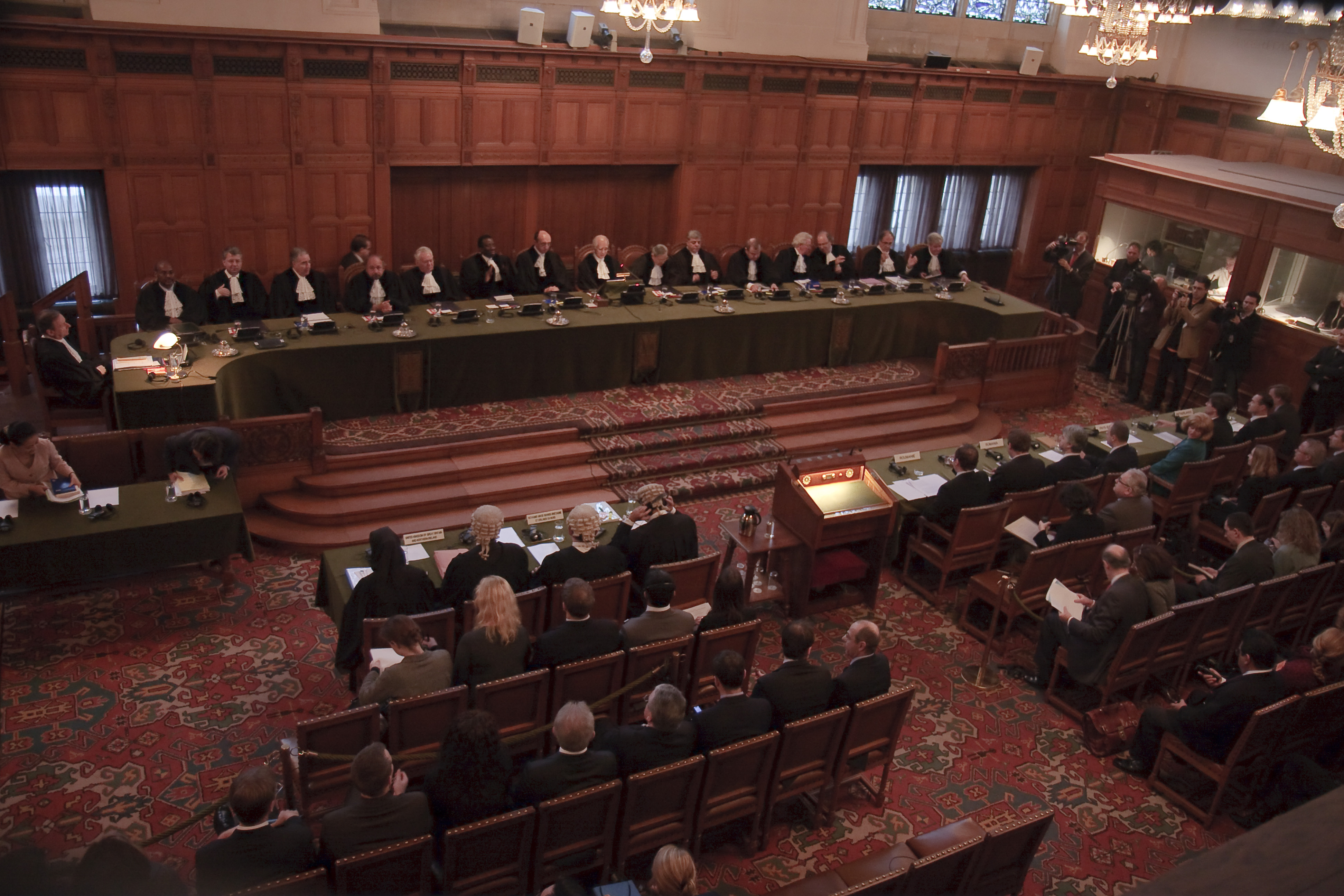
국제사법재판소의 심리

국제사법재판소에 대한 소의 제기는 분쟁의 주체 및 당사국이 하는 특별협정의 통고 또는 서면신청에 의하여 이루어진다. 원칙적으로 〈국제사법재판소 규정〉의 당사국이 소송 능력을 갖는다. 유엔의 회원국은 국제사법재판소의 당연당사국이며, 유엔의 비회원국은 안전보장이사회의 권고에 따라 총회가 결정하는 조건으로 당사국이 될 수 있다.
분쟁 당사국이 합의하여 국제사법재판소에 재판을 부탁하여야 관할권을 행사할 수 있는 임의적 관할이 원칙이다. 예외적으로 국제사법재판소가 강제적 관할권을 행사할 수 있는 사유는 특정 조약을 맺으면서 강제적 관할에 관한 재판 조항을 삽입하거나 사전에 약정관할권의 동의가 있는 경우, 〈국제사법재판소 규정〉 제36조 2항의 선택조항을 수락한 경우이다. 선택조항의 수락이란 일정 종류의 분쟁에 관하여 규정 당사국이 동일한 의무를 수락한 타방 당사국에 대하여 당연히 특별한 합의가 없이도 법원의 관할권을 의무적으로 인정함을 선언할 수 있다는 것을 말한다.
국제사법재판소는 필요하다고 인정할 때 권리를 보전하기 위하여 가보전조치를 행할 수 있는 권한을 가진다. 2001년 LaGrand 사건에서 국제사법재판소는 가보전조치의 명령이 분쟁국을 법적으로 구속한다고 하였으나 국제사법재판소가 이를 강제할 수 있는 수단은 없다.
국제사법재판소의 공용어는 프랑스어와 영어이며, 당사자들의 합의에 따라 해당 언어로 판결이 내려진다. 합의가 없을 때에는 프랑스어와 영어 모두로 판결을 내리며, 법원은 둘 중에서 하나의 언어로 판결문의 정본을 결정한다.

### 준칙
국제사법재판소는 국제사법재판소에 회부된 분쟁을 국제법에 따라 재판하는 것을 임무로 하며, 국제협약, 국제관습, 법의 일반원칙, 판례와 학설만을 적용하여 재판한다. 다만, 당사국들이 합의하는 경우에는 형평과 선(라틴어: ex aequo et bono)에 따라 사건을 해결할 수 있다.

### 심리
재판은 관할권에 관한 사항과 본안으로 나뉜다. 전자는 분쟁에 대하여 국제사법재판소가 재판을 할 수 있는지 여부에 대한 심리이다. 통상 국제사법재판소의 관할권이 인정된 후에 본안이 진행되지만 사건에 따라 관할권 판결과 본안 판결이 일괄하여 행해지는 경우도 있다. 사건이 제기되었을 때 일방 당사국으로부터 국제사법재판소의 관할권을 부인하는 항변이 제출되는데 이를 선결적 항변이라 한다. 사건이 두 국가간에 제기되었다 하더라도 제3국에게도 해당 분쟁이 중요한 사안인 경우에는 필수적 공동 당사자가 참여하지 않았음을 이유로 재판을 거부할 수 있다. 선결적 항변이 있으면 본안 심리가 정지되고 관할권에 대한 심리가 행해진다. 항변이 인용되면 재판이 종료되지만 기각되면 본안 절차를 개시한다.

### 종료
국제사법재판소의 판결은 분쟁의 당사자와 특정 사건에 대해서만 구속력을 가진다. 또한, 판결은 종국적이며 상소할 수 없다. 판결의 의미와 범위에 관하여 분쟁이 있는 경우에는 당사자의 요청에 의하여 국제사법재판소가 해석한다. 재심은 당사자가 판결이 선고되었을 당시에 과실 없이 알지 못하였던 결정적 사실을 발견한 경우에만 한하여 청구할 수 있으며, 판결일부터 10년이 지난 후에는 재심을 청구할 수 없다.
유엔 회원국은 유엔헌장에 따라 어떤 사건에 있어서도 국제사법재판소의 결정에 따를 것을 약속하고 있다. 당사국의 일방이 판결에 기초한 의무를 이행하지 않을 경우 타방 당사국은 안전보장이사회에 제소할 수 있고, 안전보장이사회는 필요하다고 인정하는 경우 판결을 집행하기 위하여 권고하거나 일정한 조치를 결정할 수 있다.

## 권고적 의견
권고적 의견은 유엔 총회와 안전보장이사회, 총회로부터 승인을 받은 유엔의 다른 기관과 전문기구가 부탁한 법적 문제에 관하여 국제사법재판소가 유권 해석을 내리는 것을 말한다. 권고적 의견은 법적 구속력이 없는 것이 원칙이다.

## 같이 보기
- 국제사법재판소 사건 목록